# أوسكار بريرو
أوسكار بريرو (بالإسبانية: Óscar Pereiro)‏ مواليد 3 أغسطس 1977 في موس، بونتيفيدرا، منطقة غاليسيا، هو دراج إسباني سابق في صنف سباق الدراجات على الطريق.

## سجل النتائج

### سباقات أو مراحل فاز بها
- طواف فرنسا
- طواف سويسرا

### المراكز
- حقق المركز الـ 10 في سباق طواف فرنسا 2004
- حقق المركز الـ 10 في سباق طواف فرنسا 2005
- حقق المركز الـ 10 في سباق طواف فرنسا 2007

## وصلات خارجية
- الموقع الرسمي
- أوسكار بريرو على موقع الاتحاد الدولي للدراجات (الإنجليزية)
- أوسكار بريرو على موقع أرشيف الدراجات (الإنجليزية)
- أوسكار بريرو على موقع إحصائيات الدراجات الإحترافية (الإنجليزية)
- أوسكار بريرو على موقع نسبة الدراجات (الإنجليزية)
- أوسكار بريرو على موقع CycleBase (الإنجليزية)
- أوسكار بريرو على موقع قاعدة بيانات كرة القدم.إي يو (الإنجليزية)